# Malé Přítočno
Malé Přítočno (Duits: Klein Neuland) is een Tsjechische gemeente in de regio Midden-Bohemen en maakt deel uit van het district Kladno. Het dorp ligt op 4 km afstand van de stad Kladno en op 14 km afstand van Slaný.
Malé Přítočno telt 308 inwoners (2023).

## Geschiedenis
De eerste schriftelijke vermelding van het dorp dateert van 1354.
Sinds 1960 is Malé Přítočno een zelfstandige gemeente binnen het district Kladno.

## Verkeer en vervoer

### Autowegen
De gemeente ligt nabij weg I/61 en weg II/101, die bij het dorp samenkomen. Zij leiden ook naar snelweg D6, die Malé Přítočno verbindt met Kladno en Unhošť en Karlsbad anderzijds.

### Spoorlijnen
Malé Přítočno ligt aan spoorlijn spoorlijn 120 Praag - Kladno - Rakovník. De lijn is enkelsporig en werd in 1863 geopend. Er rijden dagelijks zo'n 8 intercity's, 11 sneltreinen en 21 stoptreinen over de lijn. Ook lijn S5 (Praag - Kladno) en R5 (Praag - Kladno - Rakovník) van het stadstreintraject Esko maken gebruik van spoorlijn 120. Malé Přítočno heeft geen station. Het dichtstbijzijnde station is Unhošť, dat in de buurt van het zuiden van het dorp ligt.

### Buslijnen
In en rond het dorp zijn twee bushaltes: Malé Přítočno en Malé Přítočno, U Hrnčírny. Beide worden bediend door buslijn 307 Kladno - Zličín (- Linkový) van ČSAD MHD Kladno.

## Bezienswaardigheden
- Dorpskapel;
- Historisch gebouw van het gemeentehuis;
- Monument voor de slachtoffers van de Eerste en Tweede Wereldoorlog, op het dorpsplein bij het gemeentehuis;
- Monument voor het vliegtuigongeluk van 13 februari 1947, in het bos bij de velden ten oosten van het dorp. Drie mannen kwamen daarbij om het leven.

## Galerĳ

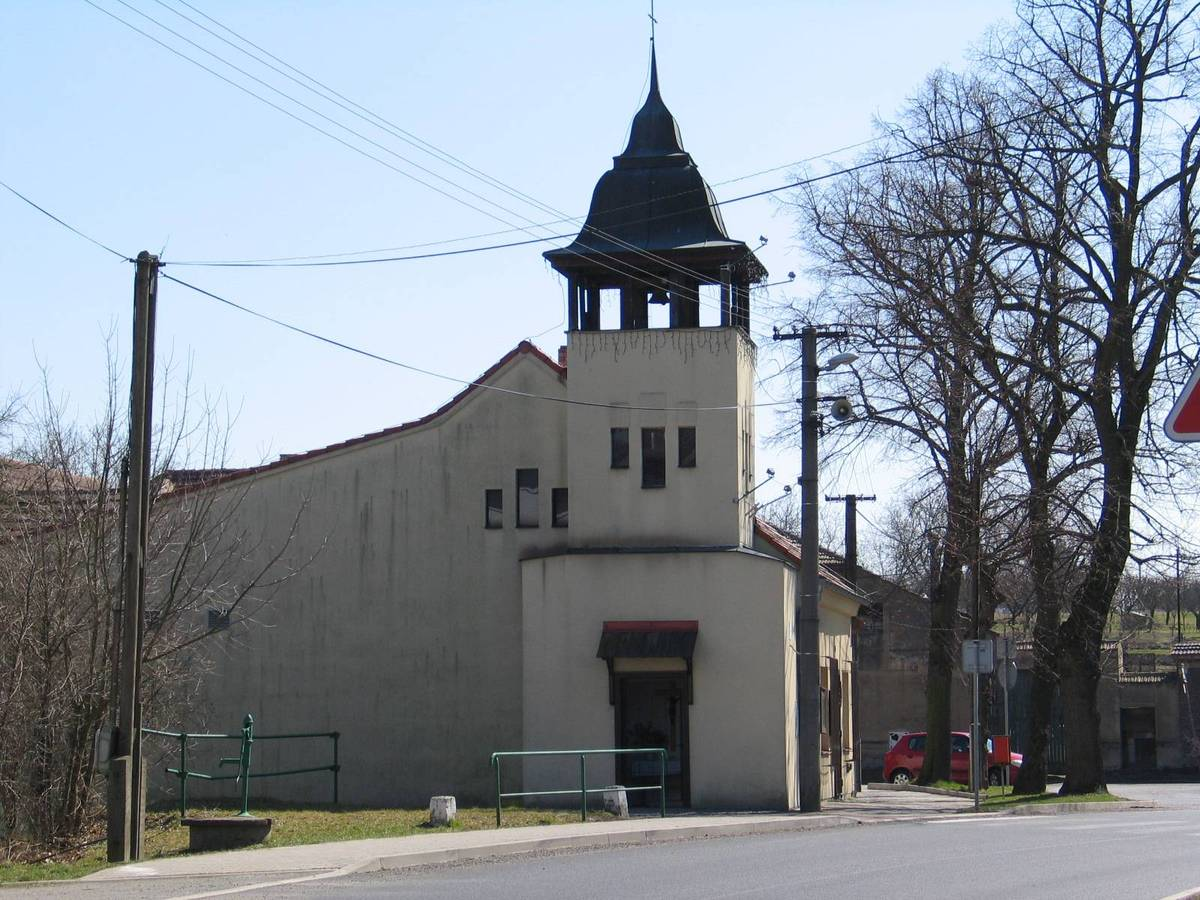
Dorpskapel
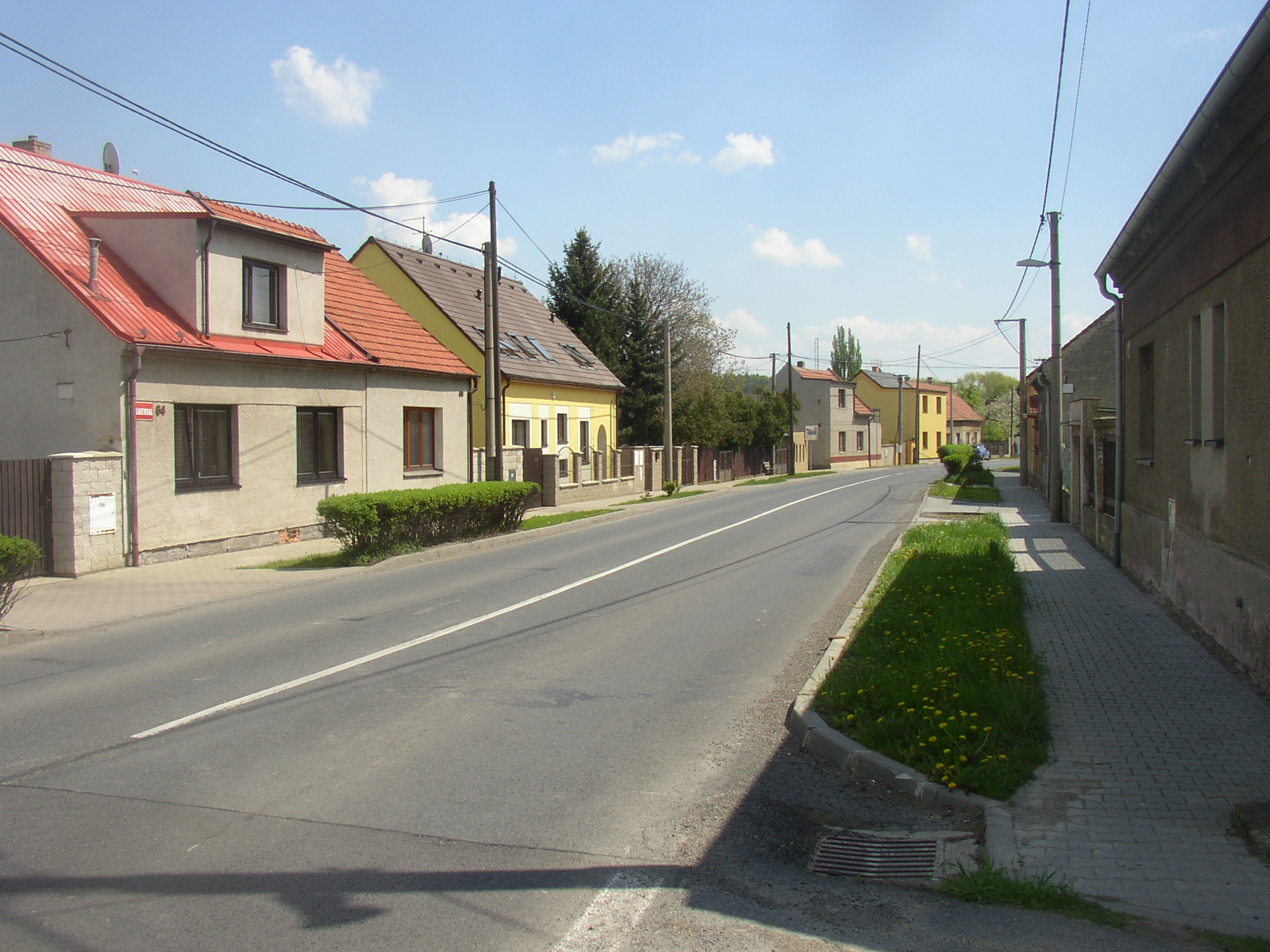
Hoofdstraat
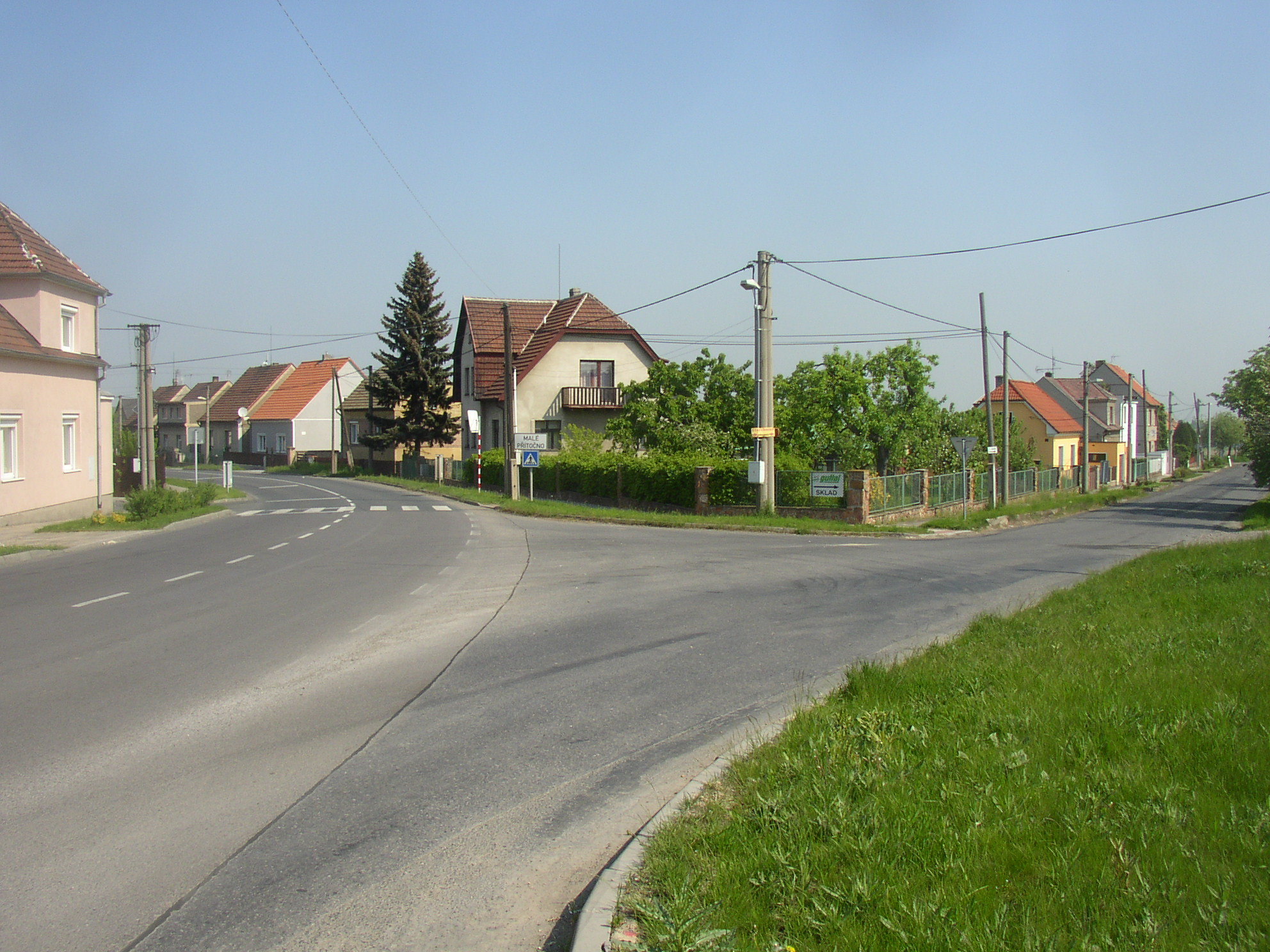
Splitsing van wegen in het dorp